# 2e armée (Japon)
Pour les articles homonymes, voir 2e armée.
La 2e armée (第2軍, Dai-ni gun) est une unité de l'armée impériale japonaise qui fut créée et dissoute à quatre reprises différentes durant son histoire.

## Histoire
La 2e armée est initialement créée durant la première guerre sino-japonaise du 27 septembre 1894 au 14 mai 1895 sous le commandement du général Ōyama Iwao. Elle participe à toutes les batailles importantes de ce conflit et est dissoute après la victoire finale.
Elle est recréée pour la guerre russo-japonaise du 6 mars 1904 au 2 janvier 1906 sous le commandement du général Oku Yasukata. Elle participe à la plupart des batailles importantes du conflit, comme la bataille de Nanshan, la bataille de Te-li-Ssu, la bataille de Tashihchiao, la bataille de Liaoyang, la bataille du Cha-Ho, la bataille de Sandepu et la bataille de Mukden. Elle est de nouveau dissoute après la victoire finale.
La 2e armée est recréée une troisième fois le 23 août 1937 sous le commandement de l'armée régionale japonaise de Chine du Nord comme force de soutien des forces japonaises en Chine après l'incident du pont Marco Polo durant la seconde guerre sino-japonaise. Elle participe à la bataille de Pékin-Tianjin, l'opération de la voie ferrée Tianjin-Pukou, la bataille de Xuzhou et la bataille de Taierzhuang, avant d'être démobilisée le 15 décembre 1938.
Elle est recréée le 4 juillet 1942 sous le commandement de la 1re armée régionale au Mandchoukouo. Elle est transférée à la 2e armée régionale le 30 octobre 1943. Vers la fin de la guerre, le 30 juin 1945, elle est transférée au groupe d'armées expéditionnaire japonais du Sud et basée aux Célèbes.

## Commandement

### Commandants
|   | Nom                                      | De                | À               |
| - | ---------------------------------------- | ----------------- | --------------- |
| 1 | Maréchal Ōyama Iwao                      | 25 septembre 1894 | 26 mai 1895     |
| X | dissoute                                 | 26 mai 1895       | 6 mars 1904     |
| 2 | Général Oku Yasukata                     | 6 mars 1904       | 12 janvier 1906 |
| X | dissoute                                 | 12 janvier 1906   | 23 août 1937    |
| 3 | Général Toshizō Nishio                   | 23 août 1937      | 30 avril 1938   |
| 4 | Général Naruhiko Higashikuni             | 30 avril 1938     | 9 décembre 1939 |
| x | dissoute                                 | 9 décembre 1938   | 4 juillet 1942  |
| 5 | Lieutenant-général Yoshio Kozuki (en)    | 4 juillet 1942    | 28 mai 1943     |
| 6 | Lieutenant-général Ichiro Shichida (de)  | 28 mai 1943       | 29 octobre 1943 |
| 7 | Lieutenant-général Fusataro Teshima (de) | 29 octobre 1943   | 15 août 1945    |

### Chef d'état-major
|    | Nom                                   | De                | À                 |
| -- | ------------------------------------- | ----------------- | ----------------- |
| 2  | Colonel Inoue Hikaru                  | 1er octobre 1894  | 14 mai 1895       |
| X  | dissoute                              | 26 mai 1895       | 6 mars 1904       |
| 2  | Major-général Ochiai Toyosaburo       | 6 mars 1904       | 12 septembre 1904 |
| 3  | Major-général Ōsako Naomichi          | 12 septembre 1904 | 18 janvier 1906   |
| X  | dissoute                              | 18 janvier 1906   | 31 août 1937      |
| 4  | Major-général Yorimichi Suzuki        | 31 août 1937      | 11 juin 1938      |
| 5  | Lieutenant-général Kazumoto Machijiri | 11 juin 1938      | 21 novembre 1938  |
| 6  | Major-général Shigenari Aoki          | 21 novembre 1938  | 9 décembre 1938   |
| X  | dissoute                              | 9 décembre 1938   | 1er juillet 1942  |
| 7  | Major-général Goro Isoya              | 1er juillet 1942  | 8 avril 1943      |
| 8  | Major-général Ichimaro Horike         | 8 avril 1943      | 23 octobre 1943   |
| 9  | Major-général Shikao Fujitsuka        | 23 octobre 1943   | 26 décembre 1944  |
| 10 | Major-général Yuki Fukabori           | 1er février 1945  | 7 avril 1945      |
| 11 | Major-général Shintaro Imada          | 7 avril 1945      | 24 mai 1945       |
| 12 | Major-général Minetaro Yoshida        | 5 juin 1945       | 15 août 1945      |